# Angelika Ouedraogo
Angelika Ouedraogo, född 4 december 1993, är en burkinsk simmare. 

## Karriär
Ouedraogo tävlade för Burkina Faso vid olympiska sommarspelen 2012 i London, där hon blev utslagen i försöksheatet på 50 meter frisim. Vid olympiska sommarspelen 2016 i Rio de Janeiro blev Ouedraogo utslagen i försöksheatet på samma distans.
I juli 2021 vid OS i Tokyo slutade Ouedraogo på 58:e plats på 50 meter frisim.